# Zlatá malina

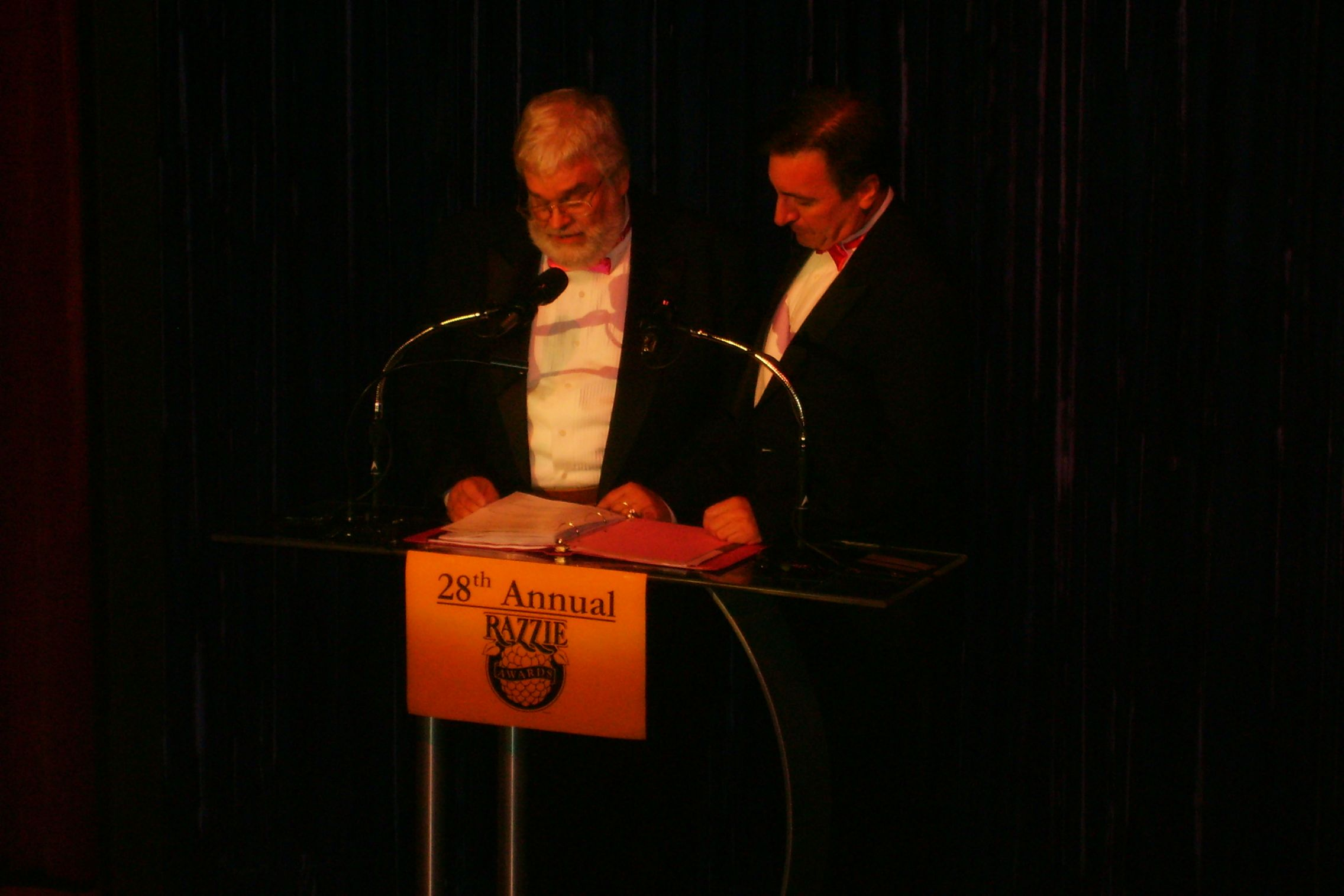
John Wilson na osmadvacátém předávání Zlatých malin v roce 2008

Zlatá malina (ang. Golden Raspberry, v plurálu zkráceně Razzies) je ocenění za nejhorší filmové počiny roku. Laureáty ocenění vybírá každý rok téměř 700 členů Nadace ceny Zlatá malina v 16 zemích. Podle tradice se Zlaté maliny udělují v Los Angeles v předvečer předávání Oscarů. 
S nápadem na Zlaté maliny přišel v roce 1981 americký copywriter John J.B. Wilson poté, co krátce po sobě viděl filmy Can't Stop the Music a Xanadu. Zatímco na první předávání těchto cen dorazily jen tři tucty lidí, zájem o Zlaté maliny rostl a čtvrtého ročníku už si všimla i CNN a kabelové televize.
Ceny samotné obvykle stojí 4,79 dolaru za jednu a jedná se o velkou malinu usazenou na filmovém pásu – obojí pozlacené sprejem.

## Oficiální kategorie
- Nejhorší film
- Nejhorší režisér
- Nejhorší herec
- Nejhorší herečka
- Nejhorší herec ve vedlejší roli
- Nejhorší herečka ve vedlejší roli
- Nejhorší pár
- Nejhorší scénář
- Nejhorší prequel nebo pokračování
- Nejhorší remake
- Nejhorší titulní píseň (toto ocenění se uděluje zřídka)
- Nejhorší nová hvězda (cena se neuděluje od roku 1999)

## Nejhorší filmy podle let
- 1980: Can't Stop the Music
- 1981: Drahá maminko
- 1982: Inchon
- 1983: The Lonely Lady
- 1987: Bolero
- 1985: Rambo II
- 1986: Kačer Howard a Pod třešňovou lunou
- 1987: Leonard Part 6
- 1988: Koktejl
- 1989: Star Trek V: Nejzazší hranice
- 1990: Dobrodružství Forda Fairlanea a Duchové to dokáží
- 1991: Hudson Hawk
- 1992: Záblesk
- 1993: Neslušný návrh
- 1994: Barva noci
- 1995: Showgirls
- 1996: Striptýz
- 1997: Posel budoucnosti
- 1998: Jak dobýt Hollywood…
- 1999: Wild Wild West
- 2000: Bojiště Země: Sága roku 3000
- 2001: Freddyho úlet
- 2002: Trosečníci
- 2003: Láska s rizikem
- 2004: Catwoman
- 2005: 100% blond
- 2006: Základní instinkt 2
- 2007: Vím, kdo mě zabil
- 2008: Guru lásky
- 2009: Transformers: Pomsta poražených
- 2010: Poslední vládce větru
- 2011: Jack a Jill
- 2012: Twilight sága: Rozbřesk – 2. část
- 2013: Mládeži nepřístupno
- 2014: Saving Christmas
- 2015: Fantastická čtyřka a Padesát odstínů šedi
- 2016: Hillary's America: The Secret History of the Democratic Party
- 2017: Emoji ve filmu
- 2018: Holmes a Watson
- 2019: Kočky
- 2020: Absolute Proof
- 2021: Diana (záznam představení)
- 2022: Blondýnka
- 2023: Medvídek Pú: Krev a med
- 2024: Madam Web

## Hvězdy, které získaly Zlaté maliny
Zlaté maliny obdrželo množství slavných umělců filmové branže. V posledních letech je to také předmětem kritiky, která se na Maliny snesla – cenu často nedostane nejhorší film nebo herec, ale je "odstřelen" ten nejslavnější. Jedná se vlastně o mediální propagaci Zlatých malin. Většina vítězů sošku nepřijme kvůli její urážlivé konotaci. V historii tak učinili jen nemnozí.

### Lidé, kteří přijali ocenění
- 1988: Bill Cosby obdržel tři Maliny za nejhorší film, herce i scénář za Leonard Part 6. Cosby se stal prvním, kdo osobně Malinu přijal.
- 1993: Tom Selleck přijal Malinu jako nejhorší herec ve vedlejší roli za svého krále Ferdinanda Aragonského ve filmu Kryštof Kolumbus během epizody The Chevy Chase Show.
- 1996: Paul Verhoeven přijal Malinu při předávacím večeru jako nejhorší režisér filmu Showgirls.
- 1998: scenárista Brian Helgeland se stal prvním, kdo vyhrál ve stejném roce Malinu i Oscara, ve skutečnosti se tak stalo během jediného víkendu. Oscara získal za scénář L. A. – Přísně tajné, přičemž o den dříve získal Malinu za scénář filmu Postman – Posel budoucnosti. Helgeland se nezúčastnil předávací ceremonie, ale vyjádřil přání vystavit svou Malinu vedle Oscara. Brzy poté skutečně představil svou Malinu v kancelářích Warner Bros.
- 2002: Tom Green přijal všech pět Zlatých malin včetně ceny za nejhorší film za Freddyho úlet.
- 2004: Ben Affleck se poté, co vyhrál cenu za nejhoršího herce za své výkony ve filmech Láska s rizikem, Daredevil a Výplata, zeptal, proč nedostal svou trofej. Malina mu byla předána o týden později v Larry King Live a Affleck Zlatou malinu ihned zlomil. Zlomená malina byla vydražena na internetu a peníze z prodeje pokryly náklady na pronájem haly při příštím předávacím večeru.
- 2005: Halle Berryová překvapila svou kreací při předávací ceremonii Zlatých malin, přičemž parodovala svůj výstup, když obdržela v roce 2002 Oscara za Ples příšer. V roce 2005 „vyhrála“ Malinu za nejhorší herečku v Catwoman; film zvítězil v dalších třech kategoriích.
- 2010: Sandra Bullock svou hereckou Malinu za film All About Steve hrdě přijala a na předávacím večeru věnovala přítomným DVD. O den později získala svého prvního Oscara za film The Blind Side.
- 2012: Kristen Stewart dostala Malinu za hlavní roli ve filmu Twilight sága: Rozbřesk – 2. část a Taylor Lautner za druhou hlavní roli ve Twilight sága: Rozbřesk – 2. část

### Oscary a Zlaté maliny
Jedinými dvěma herci, kteří byli nominování na Oscara a zároveň vyhráli Malinu za stejnou roli, jsou
James Coco za Only When I Laugh v roce 1982 a Amy Irving za Yentl v roce 1984. 
Christopher Walken a Alec Baldwin byli oba nominováni na Oscara jako nejlepší herci ve vedlejší roli a na Malinu jako nejhorší herci ve vedlejší roli v témže roce, ovšem ne za tentýž film. Walken byl nominován v roce 2002 jako nejlepší herec ve vedlejší roli za Chyť mě, když to dokážeš a jako nejhorší vedlejší herec za The Country Bears. Baldwin byl nominován jako nejlepší v roce 2003 ve filmu Smolař a jako nejhorší ve filmu Kocour.
Herci, kteří získali za herecké výkony Oscary i Maliny, jsou Faye Dunawayová, Marlon Brando, Charlton Heston, Jon Voight, Laurence Olivier, Roberto Benigni, Leonardo DiCaprio, Halle Berryová, Sandra Bullock, Eddie Redmayne a Liza Minnelliová. 
Sofia Coppola, Ben Affleck, Kevin Costner a Prince také získali Oscary i Maliny, ale jen jedna z těchto cen byla za herecký výkon.